# Die Schuldigkeit des ersten Gebots
Die Schuldigkeit des Ersten Gebots (oprindelig: Die Schuldigkeit Des ersten und fürnehmsten Gebottes), KV 35, er et oratorium med musik af bl.a. af Wolfgang Amadeus Mozart, komponeret i 1767, da han var 11 år gammel. Det er Mozarts første oratorium. Librettoen tilskrives Ignaz Anton von Weiser, selv om Johann Adam Wieland eller Marianus Jakob Anton Wimmer tidligere har været foreslået som forfattere. (Librettoens titelside bærer initialerne "JAW").
Kun den første del af oratoriet blev komponeret af Mozart, idet anden og tredje del skyldes hhv. Michael Haydn og Anton Cajetan Adlgasser. Imidlertid er disse to andre dele ikke overleveret.
Første del af oratoriet blev uropført den 12. marts 1767 i riddersalen på ærkebiskoppens palads i Salzburg. Anden del blev opført den 19. marts, og tredje del den 26. marts.

## Roller
| Rolle                                                                           | Stemmetype | Originalbesætning, 12. februar 1767 (Dirigent: -) |
| ------------------------------------------------------------------------------- | ---------- | ------------------------------------------------- |
| Gerechtigkeit, guddommelig retfærdighed                                         | Soprano    | Anna Maria Braun Hofer                            |
| Christgeist, kristendommens ånd                                                 | Tenor      | Franz Anton Spitzeder                             |
| Barmherzigkeit, guddommelig nåde                                                | Sopran     | Maria Magdalena Lipp                              |
| Ein lauer und hinnach eifriger Christ, en halvhjertet men senere nidkær kristen | Tenor      | Joseph Meissner                                   |
| Weltgeist, verdslighed                                                          | Sopran     | Maria Anna Fesemayer                              |

## Eksterne links
- (Webside ikke længere tilgængelig)